# Anai Mudi
Anai Mudi, Anamudi – najwyższy szczyt Ghatów Zachodnich o wysokości 2695 m n.p.m., położony na terenie indyjskiego stanu Kerala. Najwyższy punkt na obszarze Indii poza Himalajami i Karakorum.